# おとめ座タウ星
おとめ座τ星（おとめざタウせい、τ Virginis、τ Vir）は、おとめ座の恒星である。見かけの等級は4.25と、肉眼でみることができる明るさである。年周視差に基づいて距離を計算すると、約227光年である。

## 特徴
おとめ座τ星はA型星で、スペクトル型はA3 Vに分類され主系列星と考えられていた。しかし、光度は太陽の90倍にもなり、これは質量が太陽の2.5倍程度の主系列星の大きさにしては明るすぎる。視直径の推定からも、半径は太陽の4倍が支持され、スペクトル型A2 IVの準巨星と考える方が良いのではないか、と考えられるようになっている。表面の有効温度はおよそ8130 K、自転速度は165 km/s以上と高速で、年齢は7億年程度と見積もられている。

## 重星
おとめ座τ星は多重星で、ワシントン重星カタログによれば、BからEまでの4つの「伴星」を持つ。このうち、3分近く離れている13等星のCと、6分近く離れているK型の10等星D（BD +02°2764）は、見かけだけの関係であることはほぼ自明である。それらより近い、80秒離れたところのG型の9等星B（BD +02°2760）、最も新しく発見され最も近い離角14秒にみえているEについては、詳細は明らかではないが、おそらく見かけ上の関係で、おとめ座τ星は単独星であるとみられる。

## 名称
中国ではおとめ座τ星は、天帝の土地を意味する天田（拼音: Tiān Tián）という星官を、おとめ座78番星と共に形成する。おとめ座τ星自身は、天田二（拼音: Tiān Tián èr）すなわち天田の2番星といわれる。